# Дорошенко, Виктор Иванович
Виктор Иванович Дорошенко (род. 12 февраля 1952 года, Ровно, УССР, СССР) — советский и украинский экономико-географ, кандидат географических наук, доцент Киевского национального университета имени Тараса Шевченко.

## Биография
Родился 12 февраля 1952 года в Ровно. Окончил в 1974 году географический факультет Киевского университета. В 1974—1977 годах работал учителем географии в средней школе. С 1977 года преподавал на кафедре экономической географии (с 1992 года — внешнеэкономической деятельности) Киевского государственного торгово-экономического университета, работал ассистентом, старшим преподавателем. Кандидатская диссертация «Территориальная организация потребительского комплекса в региональных и локальных системах расселения» защищена в 1994 году (научный руководитель Е. Питюренко). В Киевском университете с 1995 года — доцент кафедры экономической и социальной географии. Преподаёт курсы: «Введение в специальность», «География сферы обслуживания и торговли», «География транспорта», «Маркетинговая география».
Специалист в области географии торговли, транспорта и маркетинговой географии. Исследовал территориальную организацию торгового обслуживания населения административной области. Провёл исследования размещения производства потребительских товаров на Украине, мировых рынков (минерально-сырьевых и топливно-энергетических) товаров и услуг. Изучает транспортную систему Украины. Автор 97 научных работ, в том числе семи учебников и монографий.

## Труды
- Територіальна організація внутрішньої торгівлі України. — К., 1992 (соавтор).
- Розміщення виробництва товарів народного споживання в Україні. — К., 1992 (соавтор).
- Світовий ринок товарів і послуг. — К., 1994 (соавтор).
- Географія внутрішньої торгівлі. — К., 2005.
- Маркетингова географія: тексти лекцій. — К., 2008.
- Географія транспорту. — К., 2010 (соавтор).